# Глен-Кемпбелл (Пенсільванія)
Глен-Кемпбелл (англ. Glen Campbell) — місто (англ. borough) в США, в окрузі Індіана штату Пенсільванія. Населення — 256 осіб (2020).

## Географія
Глен-Кемпбелл розташований за координатами 40°49′11″ пн. ш. 78°49′47″ зх. д. / 40.81972° пн. ш. 78.82972° зх. д. (40.819747, -78.829639).  За даними Бюро перепису населення США в 2010 році місто мало площу 2,41 км², уся площа — суходіл.

## Демографія
Згідно з переписом 2010 року, у селищі мешкало 245 осіб у 93 домогосподарствах у складі 63 родин. Густота населення становила 102 особи/км².  Було 121 помешкання (50/км²).
Расовий склад населення:
| - 98,4 % — білих - 0,8 % — азіатів - 0,4 % — корінних американців |

До двох чи більше рас належало 0,4 %. Частка іспаномовних становила 0,4 % від усіх жителів.
За віковим діапазоном населення розподілялося таким чином: 13,9 % — особи молодші 18 років, 61,2 % — особи у віці 18—64 років, 24,9 % — особи у віці 65 років та старші. Медіана віку мешканця становила 51,5 року. На 100 осіб жіночої статі у селищі припадало 120,7 чоловіків;  на 100 жінок у віці від 18 років та старших — 113,1 чоловіків також старших 18 років.
Середній дохід на одне домашнє господарство  становив 48 858 доларів США (медіана — 36 875), а середній дохід на одну сім'ю — 56 240 доларів (медіана — 48 472). За межею бідності перебувало 16,3 % осіб, у тому числі 20,0 % дітей у віці до 18 років та 7,9 % осіб у віці 65 років та старших.
Цивільне працевлаштоване населення становило 76 осіб. Основні галузі зайнятості: освіта, охорона здоров'я та соціальна допомога — 18,4 %, виробництво — 14,5 %, сільське господарство, лісництво, риболовля — 13,2 %.